# Гейгер, Рой
Рой Стэнли Гейгер (англ. Roy Stanley Geiger; 25 января 1885 — 23 января 1947) — генерал Корпуса морской пехоты США, участник мировых войн.

## Биография
Родился в 1885 году в Миддлберге (штат Флорида); по окончании Стетсонского университета получил степень в области права.
2 ноября 1907 года стал рядовым морской пехоты, 2 июня 1908 года стал капралом, 5 февраля 1909 года получил звание 2-го лейтенанта. После дополнительной подготовки в школе офицеров морской пехоты служил в отрядах морской пехоты на броненосце «Висконсин» и линкоре «Делавэр».
В августе 1912 года был отправлен в Никарагуа, где принял участие в боевых операциях.
В 1913—1916 годах в составе контингентов американской морской пехоты служил на Филиппинах и в Китае.
В марте 1916 года поступил на курсы морских авиаторов, которые закончил в июне 1917 года. В июле 1918 года был отправлен во Францию, где служил в базировавшейся в Дюнкерке Северной бомбардировочной группе, бомбившей базы германских подводных лодок. В январе 1919 года вернулся в США; за доблесть на фронтах Первой мировой войны был награждён Военно-морским крестом.
С декабря 1919 года по январь 1921 года был командиром авиаэскадрильи, приданной размещённой на Гаити 1-й временной бригады морской пехоты. По возвращении в США прошёл обучение в Академии высшего командного состава, которую закончил в июне 1925 года, после чего был вновь отправлен на Гаити. В августе 1927 года вернулся в США, и продолжил повышать квалификацию и продвигаться по служебной лестнице. С июня 1939 года по май 1941 года прошёл обучение в Военно-морской академии, после чего некоторое время проработал в службе военно-морского атташе в Великобритании. В апреле 1941 года он направился в Гибралтар, а затем в качестве американского военного наблюдателя при британской 8-й армии наблюдал за боевыми действиями в Северной Африке.
В августе 1941 года Рой Гейгер стал командующим 1-го авиакрыла Корпуса морской пехоты, и в этом качестве встретил вступление США во Вторую мировую войну. 3 сентября 1942 года он прибыл на Гуадалканал, и вплоть до 4 ноября 1942 года командовал всеми находящимися на острове сухопутными, воздушными и морскими силами во время битвы за Гуадалканал.
В мае 1943 года Рой Гейгер стал командующим авиацией в штабе Корпуса морской пехоты. В ноябре 1943 года он вновь вернулся к командованию войсками, будучи поставленным во главе 1-го амфибийного корпуса, и в этом качестве участвовал с 9 ноября по 15 декабря 1943 года в Бугенвильской кампании. В апреле 1944 года его силы были переименованы в 3-й амфибийный корпус, в июле-августе приняли участие в высадке на Гуаме, в сентябре-октябре захватили южную часть островов Палау. В качестве составной части 10-й армии летом 1945 года 3-й корпус принял участие в битве за Окинаву. После смерти генерал-лейтенанта Саймона Бакнера Гейгер 19 июня 1945 года возглавил 10-ю армию на завершающих этапах сражения за Окинаву, став таким образом единственным офицером Корпуса морской пехоты США, командовавшим сухопутной полевой армией.
В июле 1945 года Гейгер был произведён в генерал-лейтенанты и поставлен во главе Десантных сил Тихоокеанского флота США. 2 сентября 1945 года он стал единственным представителем Корпуса морской пехоты, присутствовавшим на церемонии капитуляции Японии на борту линкора «Миссури». В ноябре 1946 года генерал-лейтенант Гейгер был переведён в штаб Корпуса морской пехоты.
В 1947 году он скончался от рака лёгких и был посмертно произведён в полные генералы.